# Соланки
Сола́нки — индуистская гуджаратская династия, происходившая из раджпутского клана и правившая частью территории западной и центральной Индии в период между X и XIII веком. Соланки были потомками южноиндийской династии VI века Бадами-Чалукьев. «Соланки» происходит от названия империи Чалукья, основанной Пулакеши I (543—566) в Ватапи (современный город Бадами, округ Багалкот, Карнатака). Столицей государства Соланки был город Анхилвара (современный Патан). В период правления династии, Гуджарат был крупным центром морской торговли, а Анхилвара — одним из крупнейших городов Индийского субконтинента (население города в конце X века составляло более 100 000 человек). Соланки исповедовали индуизм и всячески покровительствовали этой религии. Под их патронажем был построен величественный храм Шивы в святом месте паломничества Сомнатхе. В 1026 году храм был разрушен мусульманами, но заново восстановлен правителем Бхумидевой. Его сын Каранадева, одержав победу над царём Бхила по имени Ашавала, основал на берегах реки Сабармати город Карнавати (современный Ахмадабад).